# II. Frigyes Vilmos porosz király
II. Frigyes Vilmos (Berlin, Poroszország, 1744. szeptember 25. – Potsdam, Poroszország, 1797. november 16.), Poroszország királya és Brandenburg választófejedelme 1786-tól 1797-ben bekövetkezett haláláig.

## Élete
A Hohenzollern-ház tagja. Apja Ágost Vilmos porosz királyi herceg, anyja Lujza Amália braunschweig-wolfenbütteli hercegnő. Apai nagyszülei I. Frigyes Vilmos porosz király és Hannoveri Zsófia Dorottya porosz királyné voltak. Apai nagybátyja II. (Nagy) Frigyes király, akinek nem volt gyermeke és ezért a trón II. Frigyes Vilmosra szállt át.
Az uralkodó országlása során eltékozolta a nagy elődje, II. Frigyes által felhalmozott vagyont. A koalíciós háborúk (1795) során a forradalmi Franciaország el tudta foglalni Poroszországtól a Rajna bal partján lévő területeket.
Sikerei közé sorolható, hogy Lengyelország harmadik felosztása során Poroszország megszerezte Danzig, valamint Thorn városait.
II. Frigyes Vilmost sok kritika érte magánélete miatt, ugyanis szeretőit magas társadalmi rangokra emelte.

## Házasságai, utódai
II. Frigyes Vilmos király többször is megnősült:
Első házassága
1765-ben feleségül vette Erzsébet Krisztina Ulrika braunschweig-wolfenbütteli hercegnőt (1746–1840), I. Károly braunschweig-wolfenbütteli herceg (1713–1780)  és Filippina Sarolta porosz királyi hercegnő (1716–1801) leányát. E házasságot 1769-ben felbontották. Egyetlen közös gyermekük született:
- Friderika porosz királyi hercegnő (1767–1820), aki 1791-ben Frigyes Ágost yorki herceghez, York és Albany hercegéhez ment feleségül.

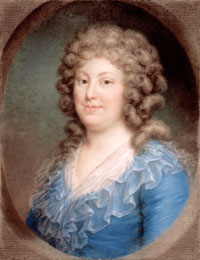
Friderika Lujza királyné
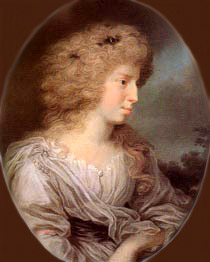
Julie von Voß
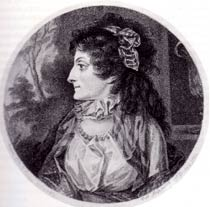
Sophie von Dönhoff grófnő

Második házassága
Még válásának évében, 1769-ben feleségül vette Friderika Lujza hessen–darmstadti hercegnőt (1751–1805), IX. Lajos hessen-darmstadti tartománygróf (1719–1790) és Karolina Henrietta pfalz-zweibrückeni hercegnő (1721–1774) leányát, e házasságból hét gyermek született:
- Frigyes Vilmos (1770–1840), 1797-től III. Frigyes Vilmos király
- Vilma (1772–1773), kisgyermekként meghalt.
- Frigyes Lajos („Prinz Louis” (1773–1796), aki 1793-ban Friderika mecklenburg-strelitzi hercegnőt vette feleségül.
- Vilma (1774–1837), aki 1791-ben I. Vilmos holland király felesége lett.
- Auguszta (1780–1841), 1797-től II. Vilmos hesseni választófejedelem (1777–1847) felesége.
- Henrik királyi herceg (1781–1846), a porosz Johannita lovagrend nagymestere.
- Vilmos (1783–1851), aki 1804-ben Mária Anna Amália hessen-homburgi tartománygrófnőt (1785–1846) vette feleségül.

Házasságon kívüli viszonyai
Második házasságának idején II. Frigyes számos szeretőt is tartott, köztük említendő Wilhelmine von Lichtenau (1753–1820), egy zenész leánya, aki hat gyermeket szült a királynak, de közülük négyen születésükkor meghaltak. A kisgyermekkort túlélő két gyermek:
- Moritz Alexander von der Mark gróf („das Anderchen”, 1779–1787), a király legkedvesebb fia, aki 9 évesen hunyt el.
- Marianne Diderica von der Mark grófnő (1780–1814), aki 1797-ben Friedrich zu Stolberg herceghez (1769–1805), majd 1807-ben Étienne de Thierry lovaghoz († 1843) ment feleségül.

Balkézről kötött házasságai
Még második feleségének életében, 1787-ben a király morganatikus házasságot kötött Julie von Voß kisasszonnyal (1766–1789), akit Ingenheim grófnőjévé tett. Egy gyermekük született:
- Gustav Adolf Wilhelm von Ingenheim gróf (1789–1855).

Julie von Voß halála után, 1790-ben a király újabb morganatikus házasságot kötött, Sophie von Dönhoff grófkisasszonnyal (1768–1834), aki két gyermeket szült neki:
- Friedrich Wilhelm von Brandenburg gróf (1792–1850), és
- Julie von Brandenburg grófkisasszony (1793–1848), aki később maga is morganatikus házasságot kötött Ferdinánd Frigyes anhalt-kötheni herceggel (1769–1830), így Anhalt-Köthen uralkodó hercegnéje lett.

## Lásd még
- Poroszország uralkodóinak listája